# Falisques
Les Falisques, Falisci en latin et Φαλίσκοι (phaliskoi) en grec ancien, sont un peuple de l'Italie antique, dans le Sud-Est de l'Étrurie, dont la capitale fut Falerii, aujourd'hui Civita Castellana.
Ils parlent le falisque, langue étroitement liée au latin, appartenant au même groupe des langues latino-falisques, existant depuis l'âge du fer.
Peuple souverain, politiquement et socialement, son histoire est marquée par la proximité de Rome (Falerii se trouve à 44 km au Nord du Capitole), dont il a dû se défendre au fil des siècles, essayant de contrer son expansionnisme en s'alliant avec les Étrusques, rejoignant la Dodécapole ou  Ligue étrusque. 
En dépit de la domination culturelle étrusque, les Falisques conservent de nombreuses traces de leur origine italique, tel que le culte des divinités Junon Quiritis et Féronie, le culte du dieu Soranus (surnom de Dis Pater) sur le mont Soracte,.
Combattant aux côtés de la cité étrusque de Véies lors de ses  guerres contre Rome au Ve siècle av. J.-C., ils restent fidèles à la Ligue étrusque après la chute de cette ville en 396 av. J.-C..
Deux colonies romaines sont cependant installées en terres falisques, à Sutrium et Nepete, prenant presque Falerii en étau.
Les Falisques sont vaincus en -351 lors de la guerre entre Rome et Tarquinia, et ils se soumettent sans nouveaux combats à Rome en -343, obtenant le statut d'« alliés » à la suite des succès romains de la première guerre samnite. 
Ils se révoltent par deux fois, pendant la troisième guerre samnite et la première guerre punique, mais sont à chaque fois rapidement réprimés. 
La culture falisque se fond dans celle de Rome au cours du IIe siècle av. J.-C.

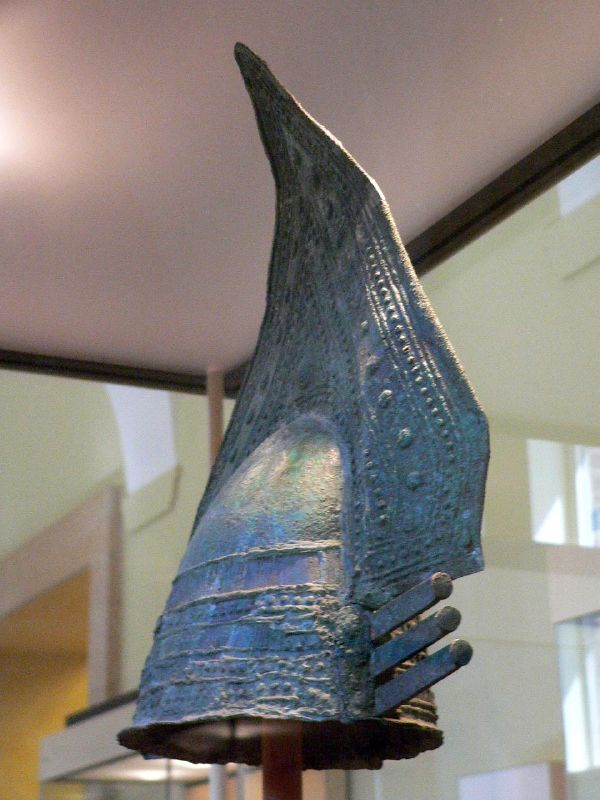
Casque de la tombe du Guerrier (University of Pennsylvania Museum of Archaeology and Anthropology).

## Territoire et géographie
Les Falisques résident dans une région appelée par les Romains l’Ager Faliscus qui est situé sur la rive droite du fleuve Tibre (Tiberis) dans une zone comprise entre Grotta Porciosa dans le Nord et Capène dans le sud. Le fleuve constitue une solide frontière, à la fois géographique, politique et linguistique. Le mont Soracte (Soracte mons) est en terres falisques. Au sud-ouest, les limites se situent sur les pentes des monts Sabatins (Sabatinii montis). Au nord-ouest, ce sont les monts Cimins (Ciminii montis) qui forment la limite du territoire falisque et l'épaisse forêt de chêne jusqu'au Tibre. Ils sont donc entourés par les Étrusques à l'ouest et au nord, par les Ombriens au nord-est, les Sabins à l'est, et les Capénates au sud.
Des échantillons de pollen des lac de Bracciano (Sabatinus lacus), lac de Monterosi (it) et lac de Vico (Ciminius lacus) révèlent que les forêts montagnardes sont de chênes et très denses jusqu'au IIe siècle av. J.-C. Par exemple, la forêt ciminienne (Ciminiam siluam), réputée infranchissable, sépare les Falisques et l'Étrurie méridionale des terres étrusques et ombriennes de la haute vallée du Tibre,,.

## Les Falisques dans l'histoire romaine

### Indépendants et alliés des Étrusques

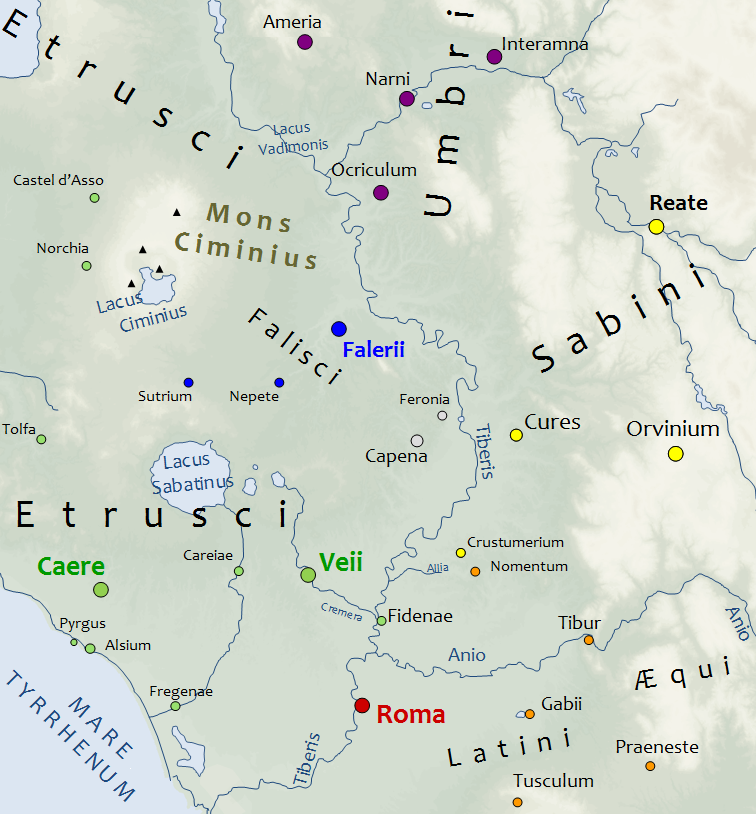
Faléries au milieu du, au croisement des terres étrusques, ombriennes, sabines et capénates.

#### Deuxième guerre entre Rome et Véies (438 - 425)
Lors de la deuxième deuxième guerre entre Rome et Véies, Fidènes, qui est alors (selon Tite-Live) une colonie romaine, abandonne la République au profit de Véies, dirigée par Lars Tolumnius. Les Véiens et les Fidénates traversent la rivière Anio et pénètrent en territoire romain. Le consul romain Lucius Sergius et le dictateur Marcus Aemilius Mamercinus les repoussent au-delà de l'Anio. L'armée étrusco-fidènate s'installe alors près de Fidènes, où ils sont rejoints par une armée falisque.
S'ensuit la bataille de l'Anio qui voit les Romains prendre l'avantage. Les armées étrusques et falisques se replient et les falisques se retirent alors de la guerre, « car pour eux, ni les désastres de Rome, ni les prières de leurs alliés ne peuvent leur faire reprendre les armes ». Le conflit continue entre Véies et Rome jusqu'à la prise de Fidènes par ces derniers en -426 ou -425.
La coalition entre Véies, Fidènes et les Falisques contre Rome, la défaite des coalisés et la chute de Fidènes sont des évènements acceptés par les historiens modernes.

#### Troisième guerre entre Rome et Véies (402 - 396)
Le siège de Véies par les Romains commence en l’an 405 et les autres cités étrusques décident pour le moment de s'abstenir de toute intervention. Jusqu'en 403, le siège est soutenu tandis que les Romains combattent par ailleurs les Volsques. En 403, la cité étrusque, face aux conflits politiques qui la secouent et à la guerre contre Rome, décide de se désigner un roi. La personnalité de ce roi amène les autres cités étrusques à refuser tout soutien tant qu'il dirige Véies.
C'est alors qu'en 402, les Capénates et les Falisques, se sentant menacés par l'expansion romaine, attaquent l'armée romaine de siège, encourageant par ailleurs les Véiens à faire une sortie et prendre à revers les soldats romains. Des dissensions entre les commandants romains mènent à de lourdes pertes humaines côté Romains et une partie des lignes de fortifications est perdue.

« Ce sont deux nations [les Falisques et les Capénates] de l’Étrurie qui, étant plus à proximité des Véiens, se voient, après la destruction de ce peuple, le plus en butte aux armes romaines. »

— Tite-Live, Histoire romaine, V, 8, 5 - trad. Charles Nisard - 1864.
En 399, de nouveaux combats tournent à l'avantage des Romains et les alliés de Véies sont repoussés. L'année suivante, Faléries, capitale des Falisques, et Capène sont pillés par Lucius Valerius Potitus et Marcus Furius Camillus.

« Deux habiles généraux, Potitus et Camille, rapportèrent, l’un de Faléries, l’autre de Capènes, un immense butin ; ils n’avaient rien laissé debout, que le fer ou le feu eût pu détruire. »

— Tite-Live, Histoire romaine, V, 14, 7 - trad. Charles Nisard - 1864.
En 396, une armée romaine tombe dans une embuscade tendue par les Capénates et les Falisques, sans grande perte. À Rome, les rumeurs annoncent le massacre de l'armée entière, la perte des fortifications près de Véies et l'avancée d'une armée sur Rome. L'eau du lac albain répandue dans la campagne, Marcus Furius Camillus est nommé dictateur. Il met en déroute les Capénates et les Falisques, reprend en main la direction du siège de Véies et fait ordonner de creuser un tunnel sous la ville. Attaquant la ville de toutes parts, les Romains empruntent le tunnel, débouchent à l'intérieur du temple de Junon dans la citadelle, et leurs forces prennent l'ascendant sur celles de Véies. Les Capénates demandent la paix et se soumettent en 395 av. J.-C.

#### Guerre romano-falisque (395 - 394)
En 395, les tribuns consulaires Publius Cornelius Scipio et Publius Cornelius Cossus reçoivent le commandement de la guerre contre les Falisques, sans que Tite-Live ne rapporte aucun fait sur cette année. En 394, c'est Camille qui est chargé de la guerre contre eux. Les Falisques s'enferment dans les murs de Faléries, et Camille dévaste leurs terres. Ils choisissent finalement d'affronter les Romains mais sont mis en déroute, obligés de se retrancher à nouveau dans Faléries. Le siège de la ville commence.
Tite-Live rapporte alors une anecdote qui hâte la victoire de Camille : 

« C'est la coutume des Falisques de charger un même maître de l’instruction et de la garde de leurs fils ; plusieurs enfants à la fois, usage qui subsiste en Grèce aujourd’hui encore, sont confiés aux soins d’un seul homme. Les fils des principaux citoyens, comme presque partout, suivent les leçons du plus savant et du plus renommé. Cet homme, pendant la paix, a coutume de conduire les enfants hors de la ville pour leurs jeux et leurs exercices. Comme la guerre ne l’a pas fait renoncer à cette habitude, il les emmène à des distances plus ou moins rapprochées des portes de la ville, en variant leurs jeux et ses entretiens ; et, un jour qu'il s’est avancé plus que d’ordinaire, trouvant l’occasion propice, il pousse jusqu’aux postes et au camp des Romains, et les conduit droit à la tente de Camille. Là, ajoutant à son action infâme un langage plus infâme encore, il dit : (4) “Qu’il remettait Faléries au pouvoir des Romains, en leur livrant les fils des premiers personnages de la ville.”. »

— Tite-Live, Histoire romaine, V, 27, 1-4 - trad. Charles Nisard - 1864.

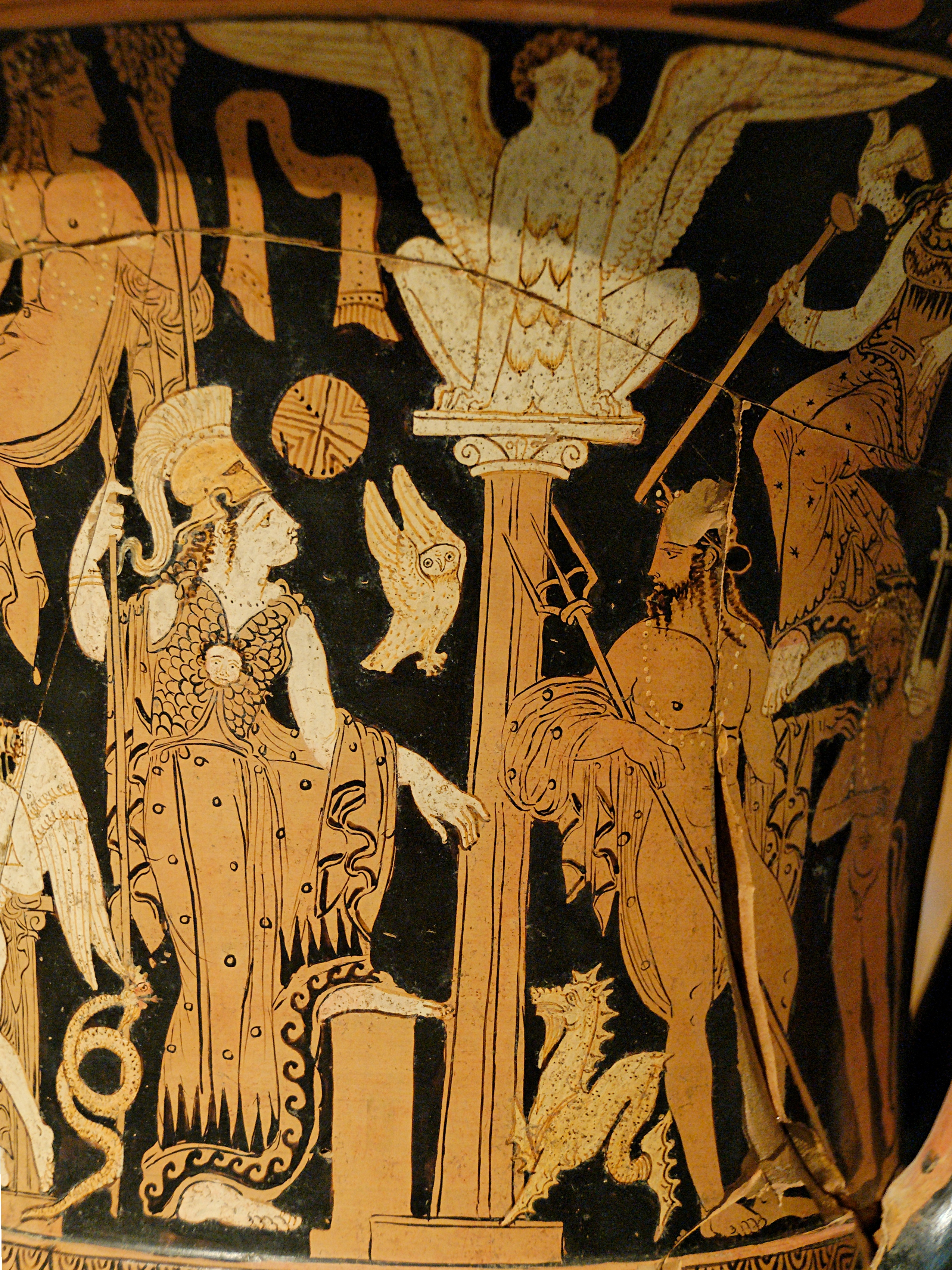
Athéna et Poséidon. Face A d'un cratère à volutes falisque à figures rouges, vers 360 av. J.-C.

Camille le fait dépouiller, attacher les mains derrière le dos, et reconduire à Faléries par ses élèves. À la suite de cet épisode, la cité falisque qui naguère « aurait préféré presque la ruine de Véies à la paix de Capènes, appelle dorénavant la paix d’une voix unanime ». La paix leur est accordée contre tribut.
Les Romains s'emparent de Sutrium et de Nepete, d'anciennes places fortes étrusques situées en terres falisques.
Au IVe siècle av. J.-C., le pays falisque autour de Faléries est cité comme l'un des principaux ateliers étrusques de céramiques à figures rouges à l'instar de grandes cités étrusques comme Vulci, Volterra, Caeré et Clusium.

#### Guerre romano-étrusque (358 - 351)

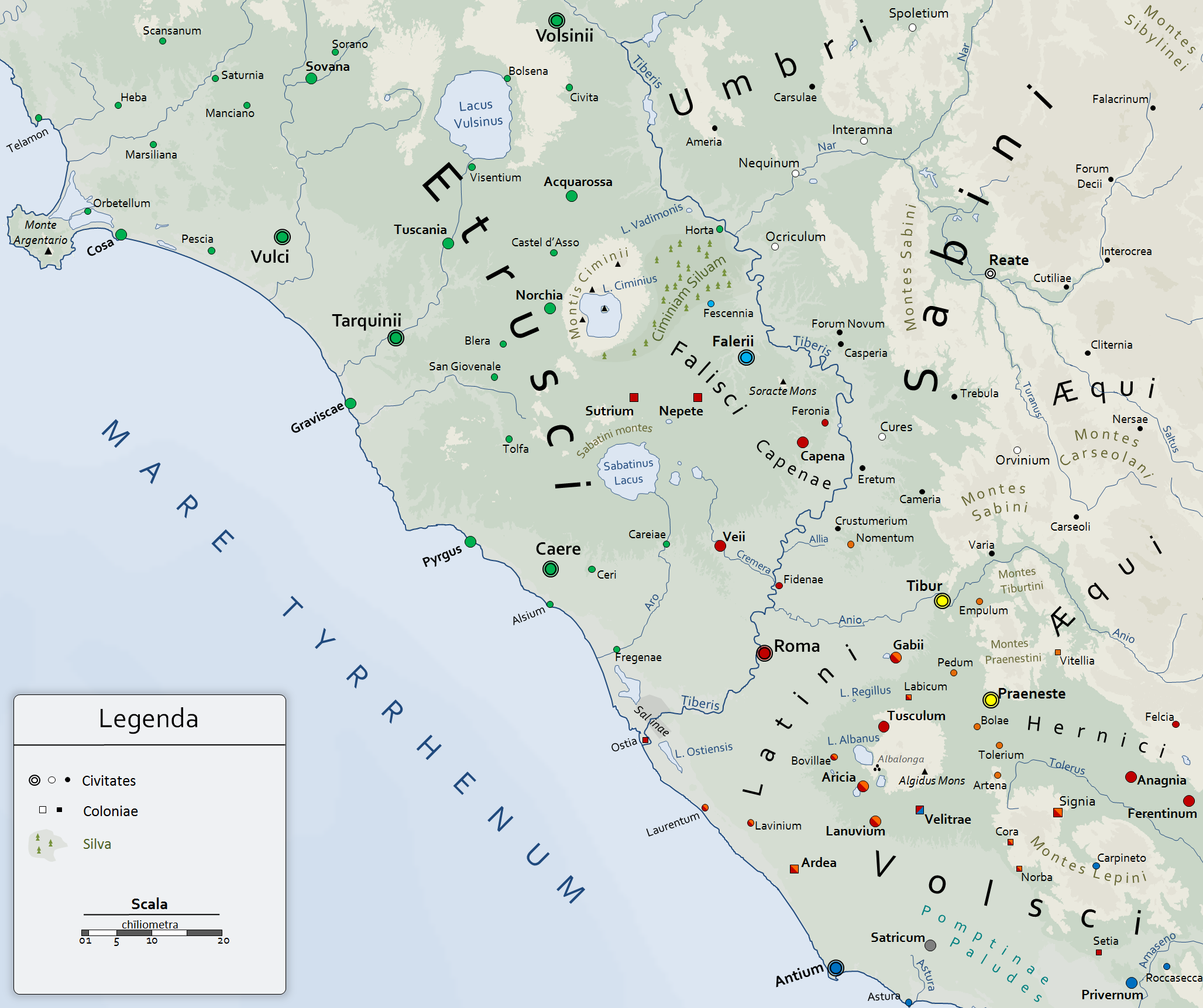
Carte de l'Étrurie méridionale au début de la guerre romano-étrusque de 358 à 351 av. J.-C.

Tite-Live écrit qu'en 358, Rome déclare la guerre à Tarquinia après qu'une troupe armée de cette ville a procédé à un raid en territoire romain. Le consul Caius Fabius Ambustus reçoit le commandement de cette guerre. Cependant, les Tarquiniens défont le consul Fabius. En 357, Rome subit vraisemblablement une lourde défaite.
L'année suivante, en 357, Rome déclare aussi la guerre aux Falisques. Ils ont combattu avec les Tarquiniens et ont refusé de rendre les déserteurs romains qui ont fui à Faléries après la défaite, même après que les fétiaux aient demandé leur reddition. Cette campagne est attribuée au consul Cnaeus Manlius Capitolinus Imperiosus. Il ne fit cependant rien militairement. Diodore de Sicile rapporte aussi une guerre entre Romains et Falisques, avec uniquement des raids et des pillages.
Selon Tite-Live, en 356, le consul Marcus Fabius Ambustus commande l'armée romaine contre les Falisques et les Tarquiniens. L'armée étrusque est accompagnée de prêtres brandissant des serpents et des torches, et ce spectacle provoque la panique dans les rangs romains, mais le consul exhorte ses hommes à reprendre le combat. Les Étrusques sont dispersés et leur camp capturé. Cela provoque la mobilisation de toute l'Étrurie, sous la direction des Tarquiniens et des Falisques, qui marchent sur les salines romaines à l'embouchure du Tibre. Les Romains transportent leurs troupes de l'autre côté du Tibre par des radeaux. Après avoir capturé un certain nombre de pillards étrusques, ils s'emparent du camp étrusque par une attaque surprise et font 8 000 prisonniers, les autres étant tués ou chassés du territoire romain. Selon Diodore de Sicile, les Étrusques pillent le territoire romain jusqu'au Tibre avant de retourner sur leurs terres. Les prêtes brandissant des serpents et des torches peuvent être une invention, ou alors cela reflète un rite magique étrusque que les sources de Tite-Live n'ont pas compris. Dominique Briquel voit dans cette attitude des Étrusques et de leurs alliés falisques un procédé religieux vouant les Romains à l'anéantissement et les assimilant à des démons.
En 353, les salines romaines sont pillées alors que le consul Caius Sulpicius Peticus ravage le territoire tarquinien. Après un bref conflit contre Caeré, les Romains tournent ensuite leur attention vers les Falisques, mais ils ne rencontrent aucune armée falisque et rentrent à Rome après avoir ravagé le territoire falisque, sans avoir essayé de s'emparer de la moindre ville.
En 351, la dernière année de la guerre, le consul Titus Quinctius Pennus Capitolinus mène une campagne contre Faléries tandis que son collègue Caius Sulpicius Peticus est chargé de Tarquinia. Il n'y a aucune bataille, mais les Falisques et Tarquinia, las de la guerre, et après avoir vu leurs territoires ravagés année après année, demandent une trêve. Les Romains leur en accordent une de quarante ans.
Les Étrusques de Tarquinia semblent avoir pour but d'arracher à la domination romaine les terres autour du Tibre inférieur. Faléries peut avoir été motivée pour sa part par un désir de reconquérir les territoires perdus quarante à cinquante années plus tôt

### Soumis et statut d'alliés de Rome

#### Traité romano-falisque (343)
En 343 av. J.-C., les succès romains lors de la première guerre samnite convainquent les Falisques de Faléries de convertir la trêve de quarante ans avec Rome en un traité de paix permanent.
Les Falisques sont dorénavant sous domination romaine, ayant un statut d'« alliés ». Faléries reste autonome et libre de sa gestion interne, Rome assure sa protection contre les agressions extérieures. En contrepartie elle fournit en cas de guerre romaine des troupes auxiliaires ou des approvisionnements. De plus, une garnison romaine est placée à Faléries.
Les Romains traversent les terres falisques puis les mont Ciminiens lors de la guerre romano-étrusque de 311 à 308 av. J.-C. C'est peut-être la première guerre entre Rome et les Étrusques où les Falisques ne combattent pas aux côtés des cités étrusques. En tout cas, Tite-Live ne les cite pas. Cependant, selon Dominique Briquel, les Falisques de Faléries participent activement à la lutte contre Rome en 311/310 av. J.-C..

#### Révolte pendant la troisième guerre samnite (293)
En 299, les Romains utilisent Faléries comme base de départ de leurs attaques contre les Étrusques et en 297, des ambassadeurs de Sutrium, Nepete et Faléries préviennent Rome que les Étrusques parlent de négocier la paix. En 295, une légion romaine campe en terres falisques en prévision d'une opération contre les Étrusques.
Cependant, en 293, « les Falisques, eux aussi, qui pendant bien des années sont restés dans l’amitié romaine, ont joint leurs armes à celles des Étrusques ». Le Sénat de la République romaine envoie les fétiaux porter réclamation, et devant le refus des Falisques, Rome déclare la guerre à ce peuple. Le consul Spurius Carvilius Maximus part pour l'Étrurie où il s'empare de plusieurs places fortes. Les Falisques demandent la paix et obtiennent une trêve d'un an contre tribut. Ils disparaissent ensuite des sources antiques et ont vraisemblablement retrouvé leur statut précédent.
Les Samnites se soumettent en 290 av. J.-C. ainsi que les Sabins tout juste révoltés. Rome termine la conquête complète de l'Étrurie en 264 av. J.-C.

#### Révolte pendant la première guerre punique (241)
Les Falisques se révoltent à nouveau en 241 av. J.-C., pendant la première guerre punique, mais au bout de cinq jours, complètement domptés par Rome, ils viennent se soumettre,. Le motif de la révolte est inconnu. Les Romains ont détruit leur capitale et obligé les habitants survivants à s'installer dans la plaine à Falerii Novi.
La langue falisque est absorbée par le latin et disparaît dans le courant du IIe siècle av. J.-C. Lors de la guerre sociale au début du Ier siècle av. J.-C., les Falisques ne sont pas mentionnés.